# La Face cachée de la pomme
 (mai 2025).
 (juillet 2017).
La Face cachée de la pomme est une entreprise québécoise spécialisée dans la fabrication de cidre de glace. Fondée en 1994, elle est située à Hemmingford, en Montérégie. Elle exporte dans plus d'une vingtaine de pays.
Pionnière dans son domaine[Interprétation personnelle ?], la Face Cachée de la Pomme élabore le cidre de glace grâce à deux procédés naturels qu’elle a contribué à développer, soit la cryoconcentration pour son cidre « Neige Première » et la cryoextraction pour son cidre « Neige Récolte d'hiver ».
Les dirigeants de La Face Cachée de la Pomme, en collaboration avec les cidriculteurs artisans du Québec, sont actuellement[Quand ?] en discussions avec des intervenants gouvernementaux afin de permettre l’élaboration d’une appellation réservée au cidre de glace du Québec.